# RAFGL 989
 (mai 2022).
Désignations
RAFGL 989, également désignée NGC 2264 IRS 1, est une étoile massive très jeune et hyperlumineuse dans les infrarouges. Comme souligné dans sa désignation "NGC 2264 IRS 1", l'étoile se situe juste au-dessus de la nébuleuse du Cône, dans l'amas d'étoile NGC 2264. Elle a été découverte en 1989 par les astronomes Jan Wouterloot et John Brand lors de l'analyse des données du satellite IRAS.

## Désignation
Sa désignation NGC 2264 IRS 1 vient de sa source infrarouge hyperlumineuse. Nommée d'après la désignation des étoiles les plus lumineuses d'un amas, elle se situe dans l'amas NGC 2264 et elle en est la source infrarouge la plus lumineuse d'où le nom NGC 2264 IRS 1.

## Propriétés physiques

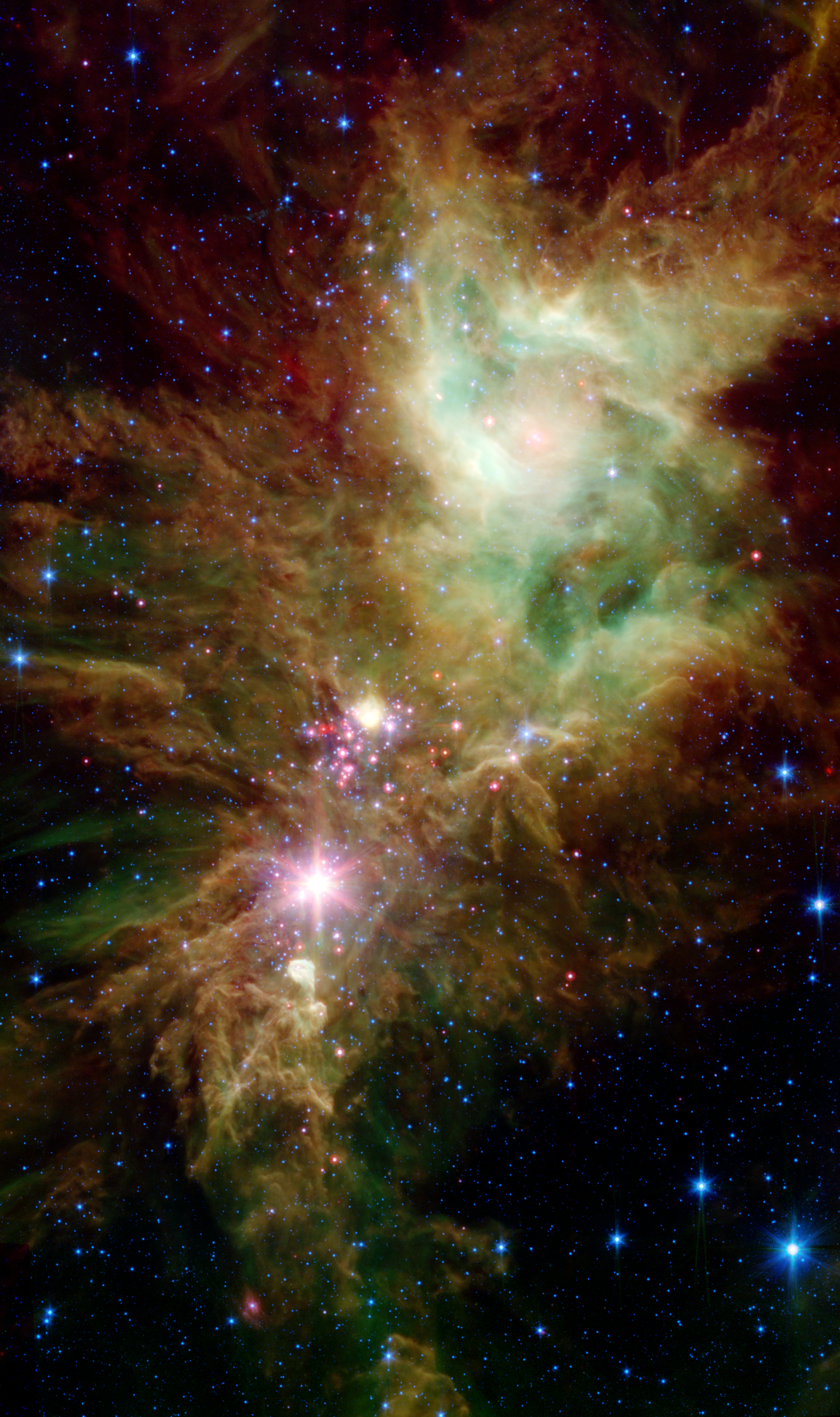
Image infrarouge de la zone de RAFGL 989, elle est la source la plus lumineuse de l'image, juste au-dessus de la nébuleuse du cône

Les scientifiques pensent que la source infrarouge et optiquement invisible de RAFGL 989, située au nord de la nébuleuse du cône est un jeune objet stellaire très massif (masse d'environ ~ 10 M☉). Bien qu'un fort excès d'infrarouge montre clairement que RAFGL 989 est entouré de grandes quantités de matière circumstellaire, aucune information sur la distribution spatiale de cette matière circumstellaire n'était disponible jusqu'à présent. Les scientifiques ont utilisé le Very Large Telescope Interferometer de l'ESO pour effectuer des observations interférométriques à longue base de RAFGL 989 dans le régime infrarouge moyen. Les scientifiques utiliseront différentes approches (un modèle géométrique, un modèle de gradient de température et des modèles de transfert radiatif) pour modéliser conjointement les visibilités interférométriques observées et la distribution spectrale d'énergie. Les valeurs de visibilité dérivées entre ~0,02 et ~0,3 montrent que l'émission dans l'infrarouge moyen est clairement résolue. La taille caractéristique de la région nuageuse d'émission proche infrarouge est d'environ 30 à 60 unités astronomiques. La modélisation du transfert radiatif de ces données suggère un disque circumstellaire géométriquement fin et optiquement épais avec une masse d'environ 0,1 M☉.

## Régions gazeuses de RAFGL 989
La modélisation faite à partir de la cartographie indique que RAFGL 989 est entouré d'un disque circumstellaire plat qui a des propriétés similaires aux disques généralement trouvés autour de jeunes objets stellaires de masse inférieure. Ce résultat soutient l'hypothèse selon laquelle de jeunes objets stellaires massifs se forment par accrétion à partir de nuages circumstellaires.
Une étude faite en 1997 a permis la cartographie de cette zone dans diverses lignes d'émissions ainsi que différentes longueurs d'onde infrarouges. Certaines raies de l'étoile RAFGL montrent la présence de méthanol ainsi que des molécules de structure chimique telles que C18-O2. Les résultats de la cartographie montrent clairement que l'étoile RAFGL 989 est entourée de deux régions nuageuses composées de gaz. Le gaz des nuages s'écoule vers l'étoile. Un flux est orienté le long de notre ligne de visée, ce flux est directement associé à RAFGL 989 et l'autre flux est centré sur le petit amas d'étoiles. Plusieurs réglages de raies spectrales supplémentaires ont été effectuées à la position de l'étoile pour obtenir des contraintes plus précises sur la température et la densité du gaz qui environne RAFGL 989. Ces données, ainsi que les cartes, ont été analysées avec des calculs statistiques d'excitation à l'équilibre. Les résultats d'ajustement montrent que la température des nuages qui environnent RAFGL 989 est supérieure à 70 000 K et que l'étoile chauffe et ionise des nuages de gaz dans une assez grande région intérieure à 1 x 1 seconde d'arc, avec des régions plus éloignées de gaz chaud (température > 55 000 K) présent un peu plus loin de RAFGL 989 que la première région gazeuse. Ces deux régions forment un noyau de gaz chaud et très dense. Ce noyau nuageux chaud est entouré de matière gazeuse qui est chauffée à une température de 20 000 K à 30 000 K. Les modèles de transfert radiatif appliqués aux différentes molécules contraignent la densité du noyau central à 2 x 10^6 cm-3. Les scientifiques étudieront les colonnes H_2 pour déterminer la composition des nuages qui entourent RAFGL 989. Selon l'étude des colonnes, ces régions de gaz sont faites principalement de molécules organiques H2CO et CH3OH ainsi qu'une petite partie de molécules soufrées.
En 2006, une équipe de scientifiques a procédé à une étude à haute résolution de RAFGL 989 à l'aide de l'interféromètre IRAM du plateau de Bure ainsi que les données radio prises dans des longueurs d'onde de 2,2, 4,6 et 11,9 µm. Les informations combinées permettent une nouvelle interprétation de l'environnement le plus proche de RAFGL 989. Aucun disque n'a été détecté autour de RAFGL 989. Cette dernière et ses compagnons de faible masse sont situés dans une cavité de faible densité qui est entourée par le noyau du nuage dense restant qui a une structure agglomérée en forme de coquille. Des preuves solides de la formation continue d'étoiles induites ont été trouvées dans les environs de l'étoile.